# Paul Georg Krüsike
Paul Georg Krüsike (* 10. Oktober 1641 in Schleswig; † 9. April 1723 in Hamburg; auch Krüsicke geschrieben) war ein deutscher Dichter.

## Leben
Als Sohn eines Stadtsekretärs geboren, verbrachte er seine Jugendzeit in Pritzwalk und in Schwerin, wohin sein Vater berufen war. Eine höhere Schulbildung empfing er an den Lateinschulen von Schwerin, Quedlinburg, Erfurt, Naumburg und Neuhaldensleben. Die Gründe für diesen vielfachen Wechsel sind nicht bekannt. 1666 ging er an die Universität Jena, um dort die Rechte zu studieren, bald darauf wechselte er an die Universität Helmstedt und 1668 an die Universität Altdorf.
Nach vielfachen Reisen durch Deutschland, war er von 1669 als Hofmeister an verschiedenen Orten in Mecklenburg tätig. Krüsike kam 1675 nach Hamburg und ernährte sich hier als Privatlehrer. Nachdem er mehrfache Berufungen, unter anderem als Professur für Poesie an der Universität Rostock, ausgeschlagen hatte, wurde er 1679 Lehrer der 3. Klasse am Hamburgischen Johanneum. 1683 steigt er zum Subkonrektor auf, erwirbt sich am 27. April 1699 den akademischen Grad eines Magisters der Philosophie an der Universität Wittenberg, wird im selben Jahr Konrektor des Johanneums und 1719 in diesem Amt emeritiert.
Krüsike hatte die Dichterkrone erhalten und war unter dem Namen „der Tragende“ Mitglied in Philipp von Zesens Deutschgesinnter Genossenschaft Er war ein überaus gewandter Dichter in lateinischer und griechischer Sprache, dessen Stärke vornehmlich im leichten Beherrschen der Form beruhte. Seine Spielereien, wie die Anfertigung eines Gedichtes von 142 Versen, in denen jedes Wort mit dem Buchstaben S beginnt, wurden zu seiner Zeit bestaunt. 1686 erschienen von ihm „Versus Mnemonici de Imperatorum Regumque Europaeorum successione“, 1689 „Lyra querula in exequiis Philippi a Zesen moestissimo pollice pulsata“. Sein Sohn Johann Christoph Krüsike, erlangte ebenfalls Bedeutung.